# 斯内克 (弗里斯兰省)

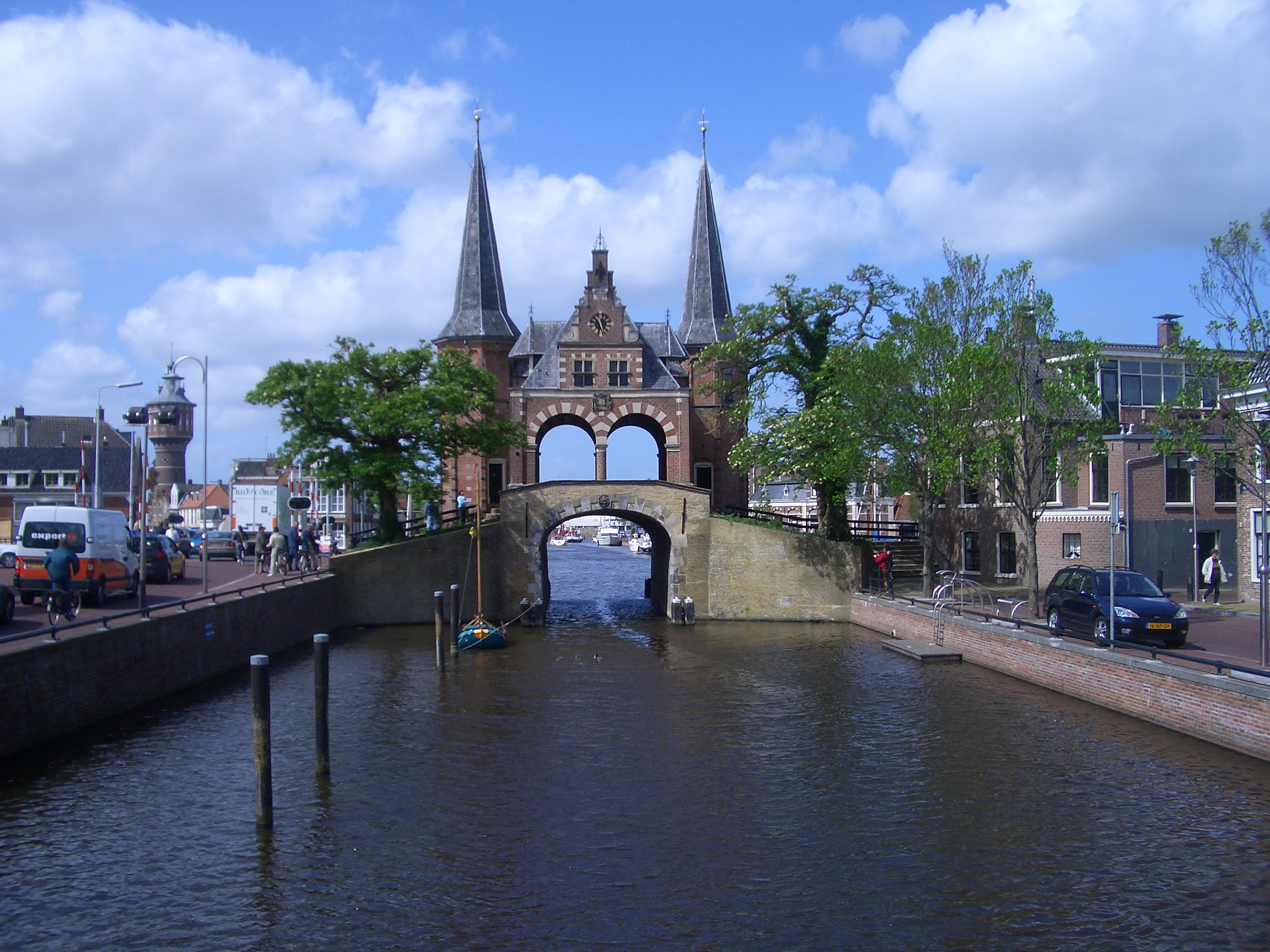

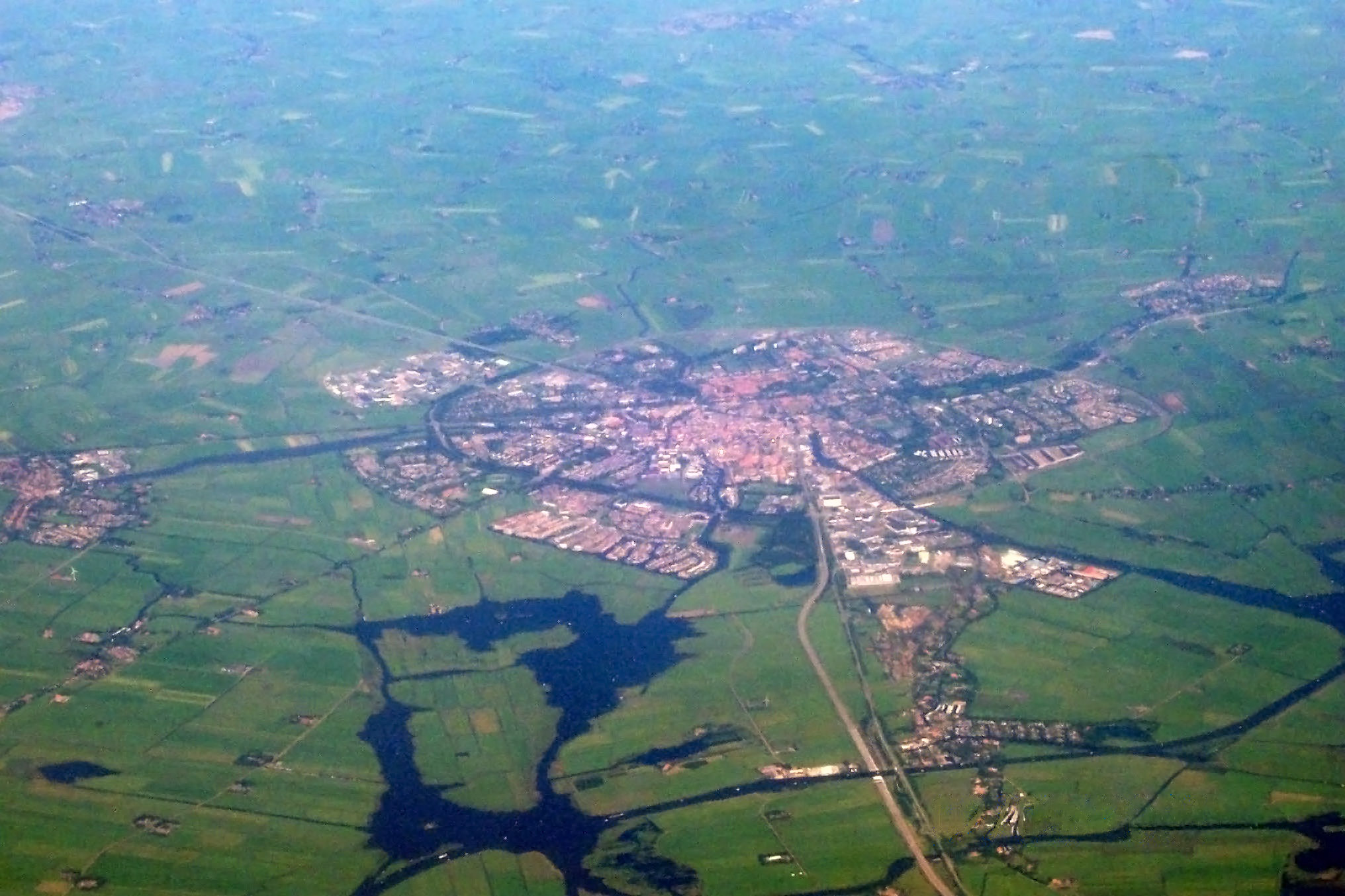

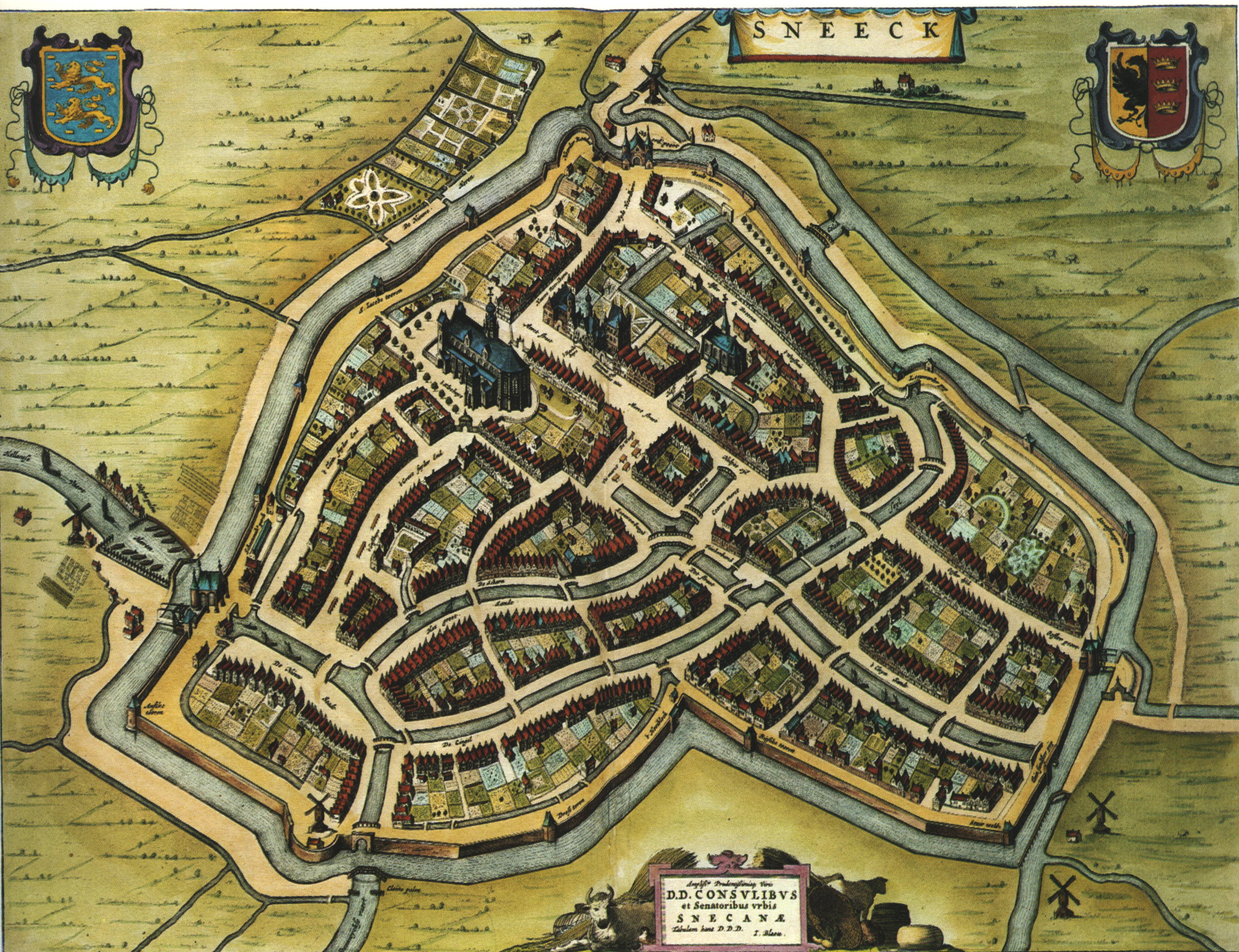

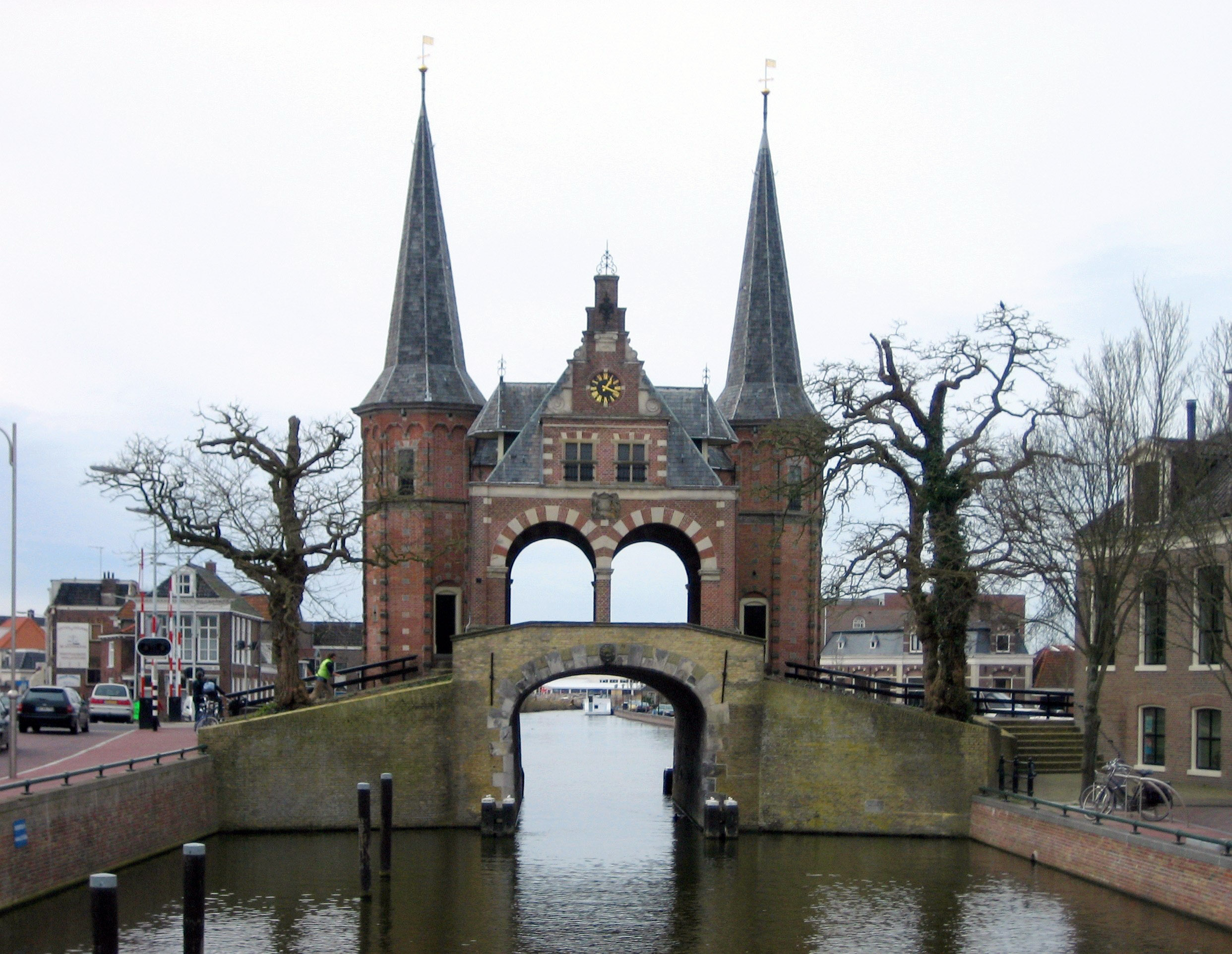

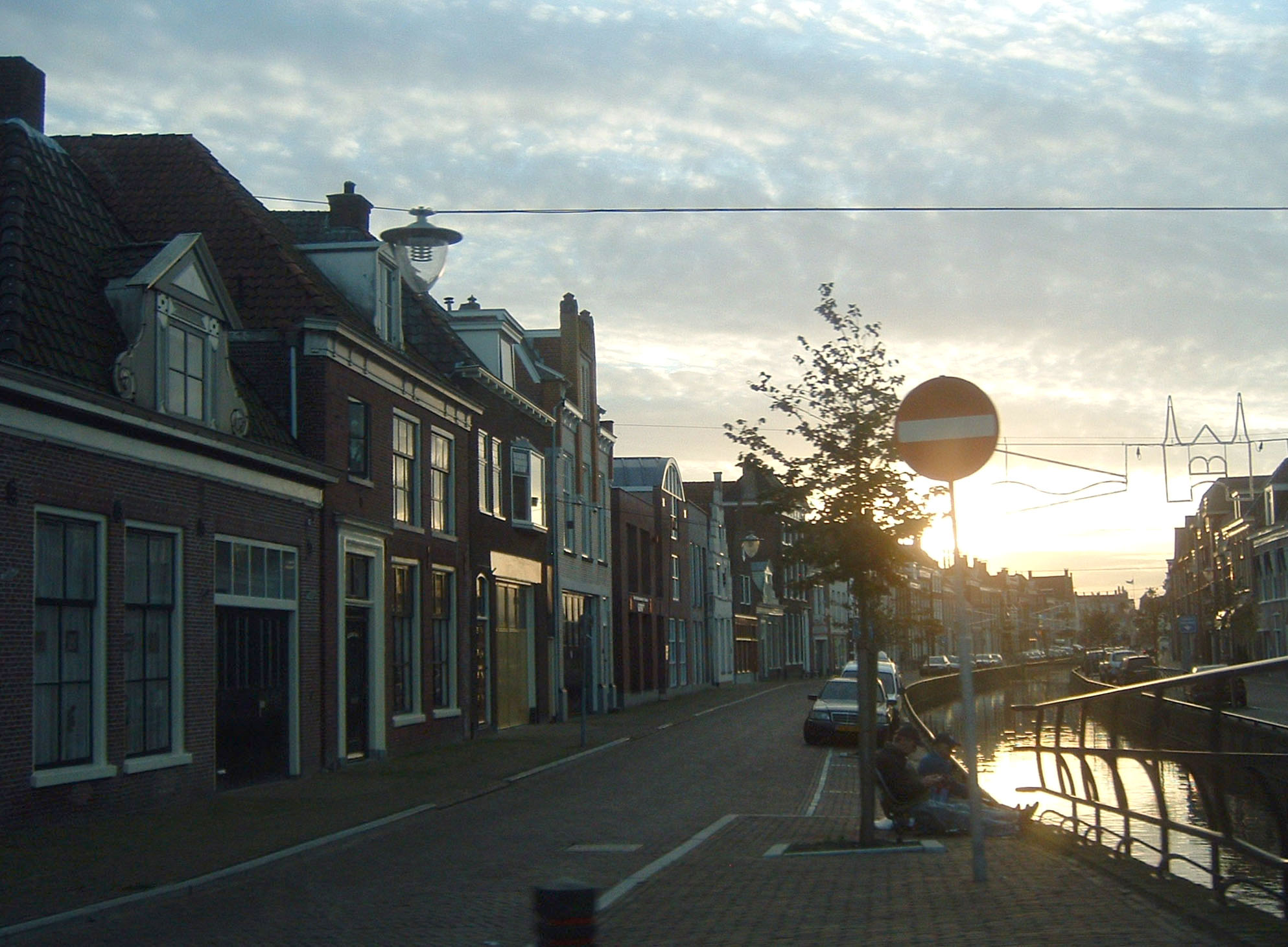

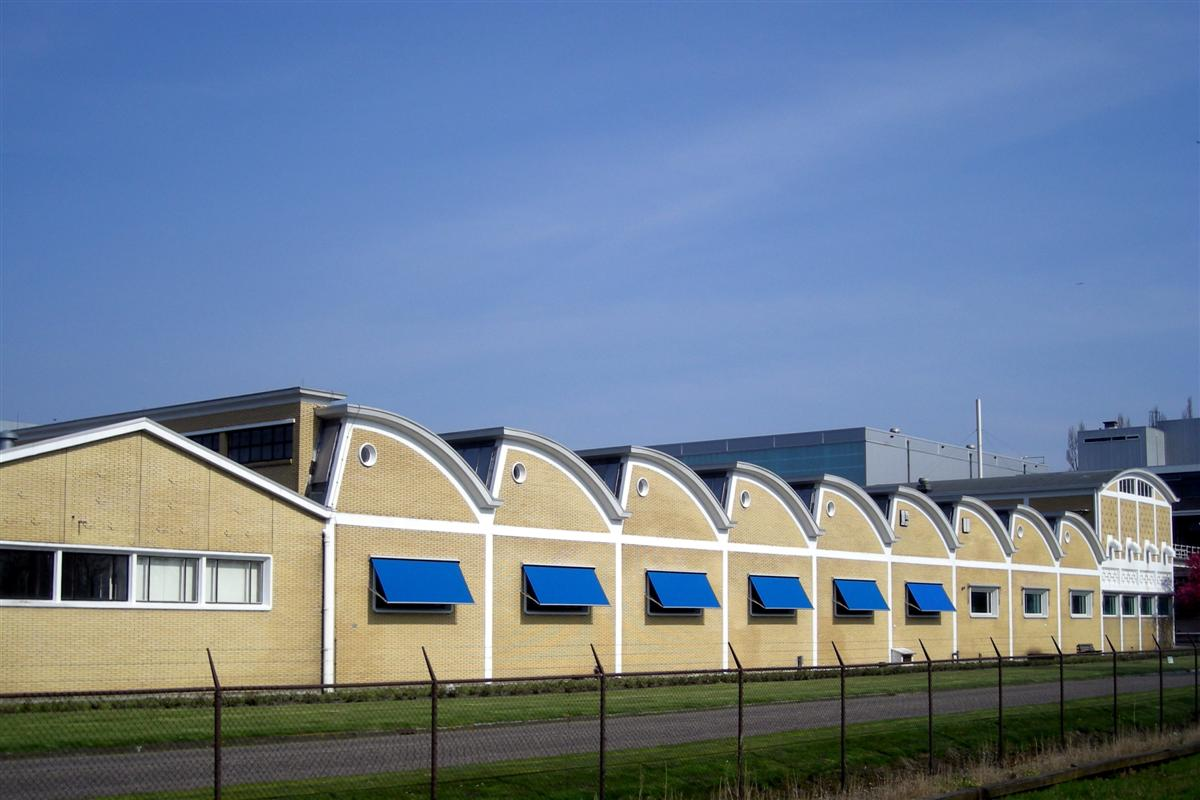

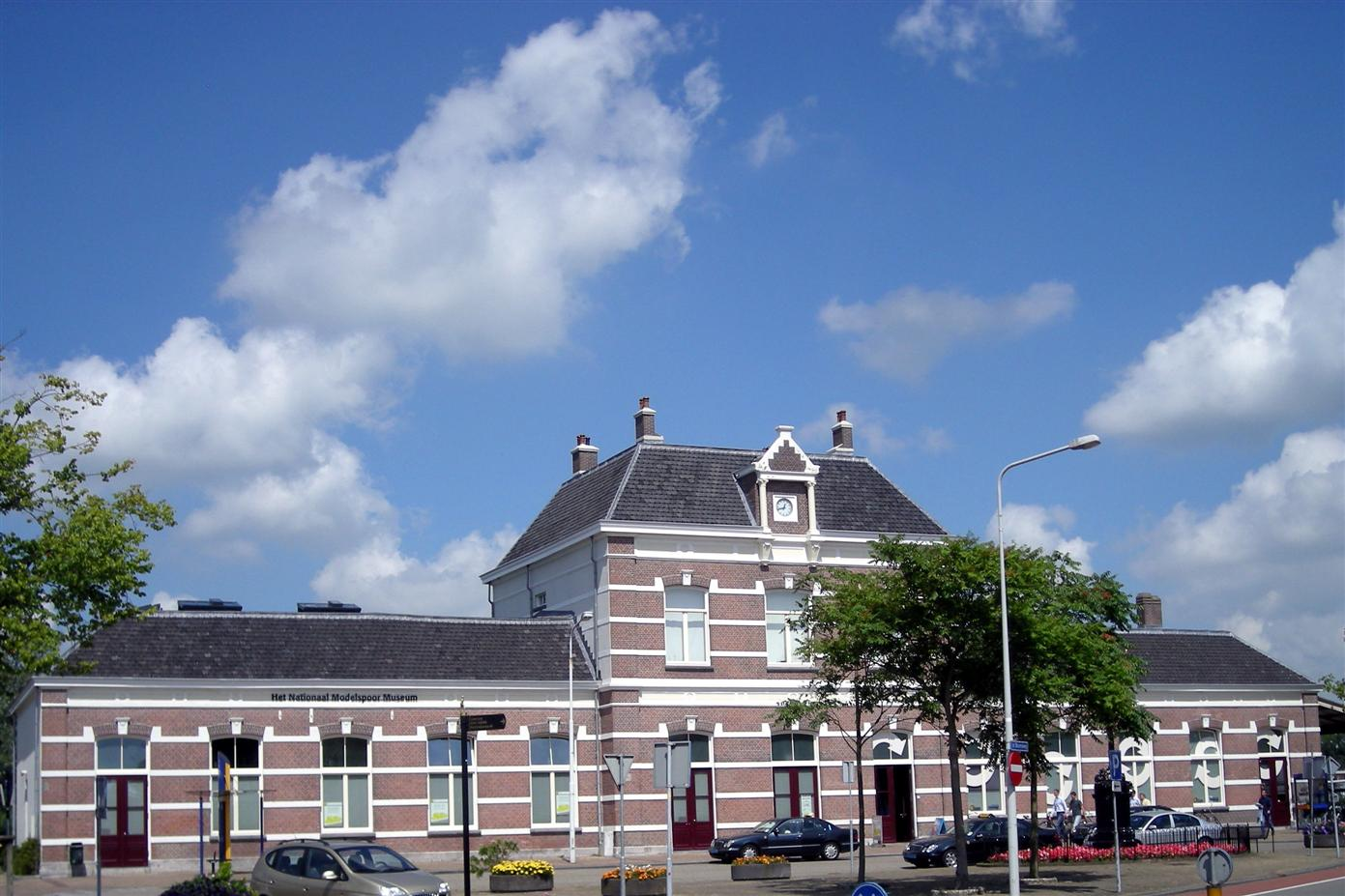

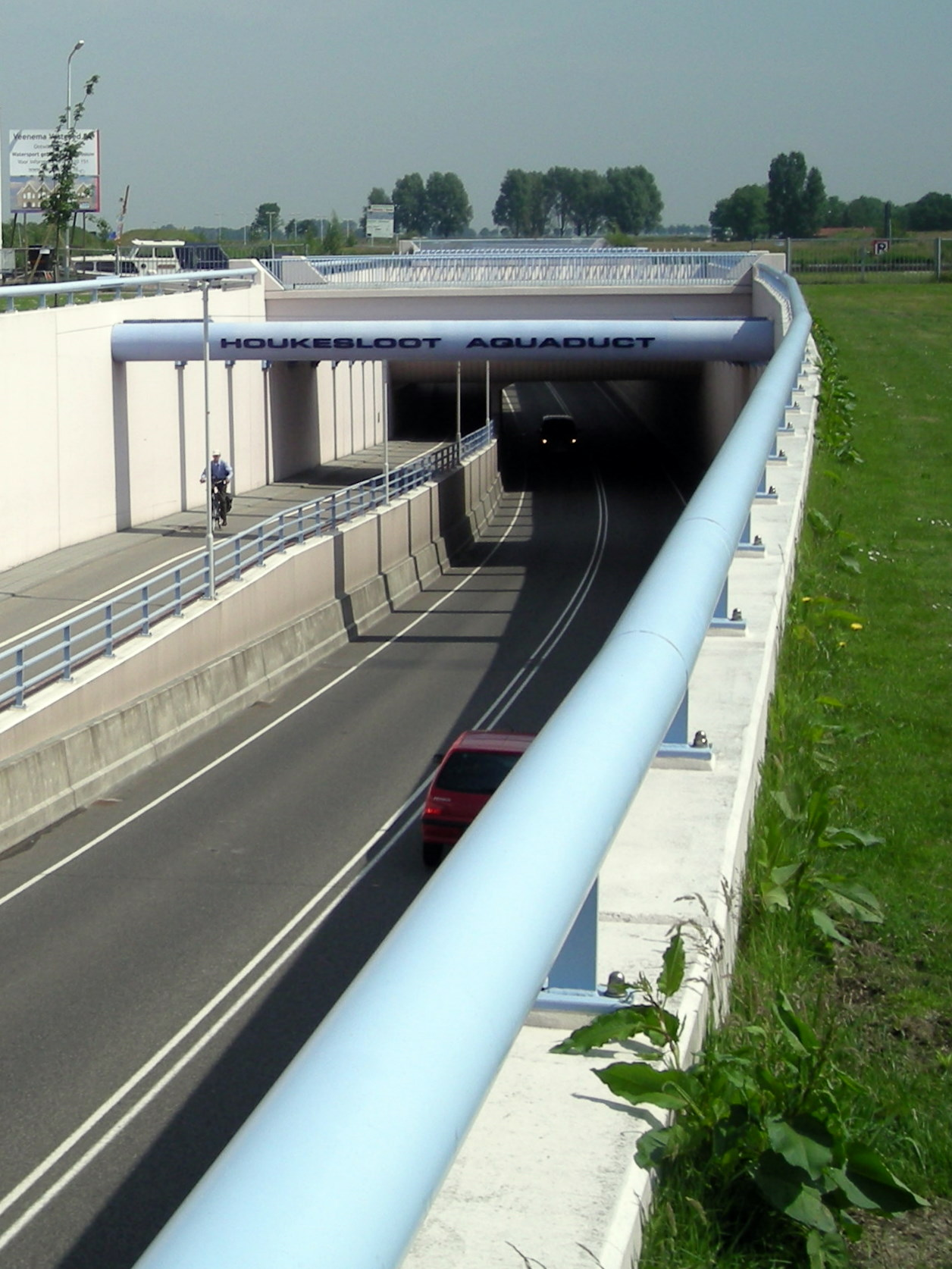

斯內克（荷兰语：Sneek）是荷蘭的一座城市和旧市镇，位於該國西北部呂伐登西南約20公里，由弗里斯蘭省負責管轄，始建於10世紀，面積30.18平方公里，該鎮是水上活動的熱門地點，2007年人口33,115。2011年，斯内克成为新市镇西南弗里斯兰的一部分。

## 外部連結
- Official Website （页面存档备份，存于）
- Tourism Sneek （页面存档备份，存于）
- Official Website of the Sneekweek sailing event （页面存档备份，存于）